# クイズ殿様の野望
『クイズ殿様の野望』（クイズとのさまのやぼう）は、1991年に稼動したカプコンのアーケード用クイズゲーム。1992年にはPCエンジンCD-ROM2とメガCDに、1993年にはPC-9801に移植された。
続編『クイズ殿様の野望2 全国版』についても本項で述べる。

## 概要
プレイヤーは戦国大名8人（各々、異なる特殊能力を持つ）から1人を選択し、自国の領地を増やしながら最終的に38国全ての統一を目指す。『アドベンチャークイズ カプコンワールド』（1989年）において採用された4ボタンでの回答システムが本作においても採用されている。
敵国へ攻め込み、国ごとに設定されているノルマ回答数をクリアすることで領地を獲得できる。ノルマは1-8問で、その領地を守っている武将の能力と領地にある城の強度で決まる。お手つき（誤答で1減り、獲得した得点・イベントで回復する）が全てなくなるか、10問以内にノルマを達成できなければゲームオーバー（『クイズ殿様の野望2 全国版』ではお手付きが1減らされるだけで退却してゲーム続行。ただし、お手つきを減らされて0になった場合はゲームオーバー）。お手つきがなくなった場合のコンティニューは、正答数はそのままで1問目から開始となり、10問終了してもノルマ未達成の場合は「退却」となり攻め込む敵国の選択からやり直しとなる。
他のカプコンのクイズゲーム同様に2人同時プレイや途中参加も可能だが、退却（=残りの問題を全て正解してもノルマ達成不可能）が確定している状況下で途中参加した場合は、退却するまでそのプレイヤーは待機となる。
攻め込んだ領地が複数の領地を持つ武将の本拠地だった場合、その武将を退却させずに攻め落とすとその武将が持っていた全ての領地を一度に獲得することができる（敵の勢力が弱ければ弱いほど、正解率が高ければ高いほど攻め落とせる可能性が高い）。敵国から攻め込まれることもあり、敵軍が出題する問題のノルマを達成できなければ防衛失敗となり攻め込まれた領地を獲られる。
この流れは、姉妹作の『クイズ三國志 知略の覇者』（1991年）、および続編の『クイズ殿様の野望2 全国版』（1995年）も全く同じである。

## イベント
ゲームを進めていく中で、さまざまなイベントが発生する。
豊作・凶作
豊作は回答時間が長くなり、凶作は短くなる。
大雪
次回ノルマが-1される（0にはならない）。
陣中見舞い
奥方が登場し、お手つき数を1回復させてくれる。
宣教師
次ターンの問題が全て3択に。
南蛮商人
領地を獲得した際に現われ、次回2択・3択・ジャンルセレクトのいずれかが発動する。お手つき数を1回復させてくれる場合もある。
兵法書
次ターンのジャンルセレクトが可能に。
影武者
お手つきが0になっても一度だけ復活する。
暗殺
ランダムで仕官してくる軍師がいる場合のみ、他国の武将を忍者で暗殺することがある。暗殺された武将のいる統治国は空白地となる。
病死
武将が病死する。登場大名では1564年春に三好長慶が死亡するイベントが発生。その後後継者を8人の中から指名してプレイを継続する。選ぶ武将はランダムのため配下の松永久秀や羽柴秀吉、真田昌幸など他の配下武将も選択可能なため、実際天下統一ができる武将数は実質無限大である。
また、相手武将の気まぐれでノルマ1減・ジャンルセレクトをさせてくれる場合もある。

## 登場人物
登場大名 〜天下統一を目論む8人の漢たち〜
- 織田信長 - 統治国：尾張。戦国の風雲児。時代の全てを超越した野望家。

特殊能力：鉄砲隊が何問か3択クイズにしてくれる。
- 徳川家康 - 統治国：三河。天下を捕れるか?三河武士団の若き大将。

特殊能力：他の武将よりお手つき数が増えやすい（お手つき数が増えるのに必要な得点が少ない）。
- 武田信玄 - 統治国：甲斐。風林火山。戦国時代最強の騎馬隊を誇る。

特殊能力：武田の騎馬隊が何問か2択クイズにしてくれる。
- 上杉謙信 - 統治国：越後。越後の虎。正義を貫き通した天才的兵法家。

特殊能力：車懸りの陣を敷くとジャンルセレクトができる。
- 北条氏康 - 統治国：相模。関東制覇を目指す知勇兼備の名将。

特殊能力：夜襲を仕掛けるとジャンルセレクトができる。
- 毛利元就 - 統治国：安芸。中国の覇者。戦国一の知略の将。

特殊能力：毛利水軍が何問か2択にしてくれる。
- 三好長慶 - 統治国：摂津。将軍の座に最も近かった男。

特殊能力：三好三人衆が10問全て3択にしてくれる。ジャンルセレクトになることもある。
- 長宗我部元親 - 統治国：土佐。僅か一代で四国を平定した若き英雄。

特殊能力：奇襲を仕掛けるとジャンルセレクトができる。
家康以外の特殊能力の発動は戦闘ごとに判定され、発動した場合クイズに入る前に「〜〜の準備ができましたぞ」などのメッセージがある。

## 移植版
| No. | タイトル                   | 発売日         | 対応機種          | 開発元         | 発売元         | メディア                       | 型式    | 備考 |
| --- | -------------------------- | -------------- | ----------------- | -------------- | -------------- | ------------------------------ | ------- | ---- |
| 1   | クイズ殿様の野望           | 1992年10月10日 | PCエンジンCD-ROM2 | カプコン       | ハドソン       | CD-ROM                         | HCD2038 |      |
| 2   | カプコンのクイズ殿様の野望 | 1992年12月25日 | メガCD            | シムス         | シムス         | CD-ROM                         | T-44024 |      |
| 3   | クイズ殿様の野望 全国版    | 1993年4月24日  | PC-9801           | システムソフト | システムソフト | 3.5／5インチフロッピーディスク | -       |      |

PCエンジンCD-ROM2版
ほぼアーケード版に準じた移植であり、グラフィックやボイスなども含めてゲーム内容自体にこれといった変更点は無い。ただしBGMはCD音源でのアレンジ版を収録している。コンティニュー回数には制限あり。
メガCD版
本作の最大の特徴は、声優の横山智佐、本多知恵子、林原めぐみ、森川智之を起用し、ゲーム中に出題される全ての問題を読み上げている点（設定で音声をオフも可）。全問を読み上げる関係上、ゲーム中は頻繁にCDドライブへPCMの音声データを読み込む必要があり、BGMはメガドライブの内蔵音源での演奏になっている。また、グラフィックはアーケード版そのままではなく多少のアレンジが加えられており、アーケードモードの他にも1P対2Pの対戦モードが加えられた。本作の移植の際にはタイトルの頭に「カプコンの」が付けられている。
PC-9801版
ゲームシステムはそのままに東北・九州地方を拡張。

## スタッフ
アーケード版
- キャラクター：OKA CHAN（M.OKAZAKI）、KITASAN、MARILYN HIGUCHI
- プログラマー：H.M.D.（松嶋延幸）、KAI（中井一仁）
- 音楽：CHACHA（松前真奈美）、GIPS.PAPA
- プランナー：MESSY（飯島哲也）、KIN（C.KANEMITSU）
- プロデューサー：KIHAJI（岡本吉起）

メガドライブ版
- キャラクター・デザイナー：KAN MASA、L.HISANO、いしびきよしゆき
- プログラマー：KOUYOU、小山茂雄、T.ASANO、H.KAWAGUCHI、MIZ（水間裕一）
- 音楽：橋本彦士
- スペシャル・サンクス：HOE HOE、H.YAM、SUPER PUNCH
- プランナー：KOUYOU、KAN MASA、L.HISANO
- プロデューサー：重田守
- 声の出演：本多知恵子、横山智佐、森川智之、林原めぐみ

## 評価
アーケード版
ゲーム誌『ゲーメスト』の企画「第5回ゲーメスト大賞」（1991年度）において、プレイヤー人気で7位を獲得、その他に年間ヒットゲームで4位を獲得した。
PCエンジン版
ゲーム誌『ファミコン通信』の「クロスレビュー」では7・5・6・7の合計25点（満40点）、レビュアーは敵の侵攻など新しめのフィーチャーがあり、特殊技能が武将によって異なり何度もプレイが楽しめる、クイズの難易度やバランスはよくオプションで難易度やクレジット数も変更可能なためやる気が続く、国盗りとクイズが合体したなかなかの仕上がりでまとまっているとしたが、着眼点は面白いが武将でなくともよく武将の個性はあるが問題の質はよくあるもので隣国を侵攻する順序に戦略性があれば面白くなった、CDからのデータ転送がやや遅くACで慣れていると気になるかもしれない、難易度は易しめにしないと面白さを感じる前にゲームオーバーになってしまうとした者もいた。「Best Picks of This Week」の欄では同じ号でレビューした6作品中レビュアー4人中3人が本作を選んだ。『月刊PCエンジン』では95・85・85・85・85の平均87点（満100点）、『マル勝PCエンジン』では8・9・8・8の合計33点（満40点）、『PC Engine FAN』の読者投票による「ゲーム通信簿」での評価は以下の通り21.27点（満30点）となっている。また、この得点はPCエンジン全ソフトの中で220位（485本中、1993年時点）となっている。
| 項目 | キャラクタ | 音楽 | 操作性 | 熱中度 | お買得度 | オリジナリティ | 総合  |
| 得点 | 3.28       | 3.55 | 3.41   | 3.90   | 3.31     | 3.83           | 21.27 |
メガドライブ版
ゲーム誌『ファミコン通信』の「クロスレビュー」では合計23点（満40点）、『メガドライブFAN』の読者投票による「ゲーム通信簿」での評価は以下の通り21.28点（満30点）となっている。
| 項目 | キャラクタ | 音楽 | 操作性 | 熱中度 | お買得度 | オリジナリティ | 総合  |
| 得点 | 3.37       | 3.54 | 3.53   | 3.74   | 3.56     | 3.54           | 21.28 |

## クイズ殿様の野望2 全国版

### 概要
1995年リリース。PC-9801版をベースに東北・九州地方を拡張。北条氏康・三好長慶が選べなくなり、伊達政宗・島津義久が新たに選択可能になっている。また、CPシステムの音源を活かして戦国調のBGM・効果音が取り入れられている。
システムも細部が変更された。特殊能力はどの大名も2種類持っており、お手つきの札に連動して発動する。これにより、お手つき札が「鉄砲隊」なら間違えない限り3択問題が続き、連続正解が狙いやすくなっている。ただし、特殊能力札には時間制限があり、残り効果時間が少なくなると画面上のキャラクターが点滅を始め、やがてはノーマルカードへと戻ってしまう。
なお、2人プレイ時は異なる特殊能力札は重複して効果があり、双方が同じ特殊能力札を持っている場合は効果の増幅や追加効果がある（双方が二刀流侍でノルマが3つ消えるようになる、双方が時の術師で一定時間タイマーストップとなる、双方が徳の術師でタイムボーナスが2倍になる、双方が大筒兵、忍者、兵法術師でノルマが2つ消える効果が追加される、双方が鉄砲兵で二択になる）。

### 家来
上記で触れた通り、本作は将軍毎に特殊能力があるわけではなく、お手つき札毎に家来という名目で特殊な兵士が登場し、それに応じた能力が発動する。ただし、史実の合戦と内政では効果を発揮しない。
また、将軍毎に形成される家来は変わっており、それが武将の特色として現れる。
ここでは能力を持たない一般兵士を除いた特殊な兵士を載せる。いずれも正解できなかったか、効果時間切れで一般兵士に戻るまで効果を発揮する。
- 二刀流侍

1回の正解でノルマを倍減らすことができる（ただし、正解による得点獲得は1回の正解扱い）。
- 鉄砲（大筒鉄砲）兵

回答候補を三択（二択）にする。
- 徳の術師

正解した時に獲得する得点が上がる。
- 忍者

正解できなくても変わり身の術で一般兵士に代わり、お手つき減少を防ぐ。
- 兵法軍師

ジャンルセレクトができる。
- 時の術師

問題回答の制限時間減少が遅くなる。

### イベント
イベントの種類は大幅に増加している。豊作・凶作・大雪は前作と同じ（ただし、豊作と凶作は1年間=4ターン継続する）だが、大雪（東北・北陸地方で起きやすい）以外に地震（東海地方で起きやすい）・津波（四国・九州地方で起きやすい）も追加されている。地震のみ対象国のノルマが2減、その他は対象国のノルマが1減。
国内イベント
- 反乱

統治国内で武将が謀反を起こす。ノルマ2 - 4のクイズに答えて鎮圧することになる。
- 裏切り

他国の武将が寝返り、仕官を申し出る。ノルマ1で正解すれば統治国に。
- 軍師

軍師が敵国を計略に陥れ、ノルマ半減かジャンルセレクトが発動。
内政イベント
ゲーム中で「内政」イベントが発生する場合があり、難易度が低めの問題を制限時間内に5問回答すると様々な効果がある。春に発生することがあり、配下武将が「殿、今年は政策を行いましょう」と進言することにより発生する。
下記の内容は成功した場合のボーナスを記述する。また、この内政イベントではいくら誤答をしてもお手つきは減らない（ただし、誤答の硬直で制限時間はしっかり減っていく上、家来の特殊能力は発動しない）。
- 築城

統治国の防御力が全て1上がる。
- 訓練

2ターンの間、敵国のノルマが1下がる。
- 結婚

お手つきが1回復する（クイズをクリアした場合のみ）。ゲーム中1度しか選択することができない。
クイズに答えられなくても結婚することはできるが、その場合、異様に醜い姫と強制的に結婚することになる。結婚以降、得点でお手つき数が回復すると必ず、「殿、私のお気持ちをお受け取り下さい」と言って姫が出現するのだが、醜い姫と結婚してしまっていると、そのたびに醜い姫の顔を見せられることになる。
- 茶会

お手つき札にノーマルカード（一般兵士）がある場合、それが家来に変化する（どの家来に変化するかはランダム）。
- 暗殺

忍者が隣国の大名を暗殺し、暗殺された大名の統治国が全て手に入る。
- 貿易

ボーナス得点2万点。
- 灌漑

2ターンの間、得点が1.5倍に。
- 叙位

次ターンのノルマが半減（端数切り上げ）。
合戦イベント
大名によっては特定の勢力下にある特定の国に攻め込んだ際もしくは特定の国が自国へ攻め込んだ際に桶狭間の戦いや川中島の戦いなどの史実に基づいたイベント（豊臣秀吉もしくは徳川家康との合戦時に発生する「覇者への道」は史実に基づかないフィクション）が発生する。その際のクイズは通常のクイズと以下の点が異なる。
- 特殊兵士が適用されない。
- 敵大将である「大名」の所に行き着くまでに、2段構え、もしくは3段構えの配下部隊を攻略しなければならない。

配下部隊には、足軽（ノルマ2）、鉄砲隊（ノルマ3）、騎馬隊（ノルマ4）、副将（ノルマ5）の4種類が存在する。これら4種類の配下部隊のクイズではジャンル選択が可能（ジャンル毎に部隊が異なる場合も多い）。大名の部隊は一律ノルマ6で、ノンジャンルの4択問題となる。
配下部隊・大名を問わず、10問終了時点でノルマクリアできなかった場合は一時撤退となり、残りノルマがリセットされた上で再度その部隊を攻略することになる。

### エンディング
全領土を支配下に入れるとエンディング。「選んだ大名の本拠地に幕府を置いた後、本拠地が日本の首都となる」点は共通であるが、選んだ大名の本拠地にちなんだグラフィックが表示され、「軍資金」（=消費したクレジット数）に応じてエンディングが若干変化するようになっている。
軍資金は1クレジットあたり1万両であり、この軍資金はスコアランキングにも表示される。さらに、今作ではベスト5のランキングだけでなく、ワースト5のランキングもある（同スコアの場合は軍資金が少ないほど評価が上）。

### 登場人物
登場大名（新規追加分）
- 伊達政宗 - 統治国：陸奥
- 島津義久 - 統治国：薩摩

### スタッフ
- 企画：池田陽一郎、伊津野英昭
- プログラマー：TORI、MOTSU、KATSUO、葛野誠、YOU!（山村勇一）
- サウンド：ANARCHY IWAI（岩井隆之）、SYUN（西垣俊）

### 評価
アーケード版
ゲーム誌『ゲーメスト』の企画「第9回ゲーメスト大賞」（1995年度）において、年間ヒットゲームで41位を獲得した。